# Artmajeur
Artmajeur es una galería de arte en internet con sede en Montpellier, Francia y fundada en 2000.  Permite a los artistas presentar pinturas, esculturas, dibujos, fotografías e impresiones originales. 

## Historia
Artmajeur fue fundada en 2000 por Samuel Charmetant y Yann Sarazin, entonces estudiantes de informática en la Universidad de Montpellier .  La plataforma tiene una presencia fuera del mundo en línea en forma de una revista de arte trimestral,  y participando en ferias de arte internacionales,. 
En 2015, Artmajeur lanzó una galería virtual con una visualización 3D de la Plaza Vendôme (París).
Durante el confinamiento del COVID-19, Artmajeur promovió la campaña #ArtistSupportPledge en las redes sociales.  
En 2021, Samuel Charmetant fue nombrado Caballero de la Orden Nacional del Mérito (Francia) por fundar la plataforma 
Artmajeur presenta artistas de 200 países  y está disponible en varios idiomas, incluso chino y ruso.

## Artistas
La plataforma presenta artistas emergentes y conocidos,  que incluyen:
- Shepart Fairey (Obey), Salvador Dalí, [13] Takashi Murakami, [14] Reginald Gray, David Gerstein, Leonid Afremov, [15] Jean Humbert Salvoldeli [16]